# Mündungsgeschwindigkeit
Mit Mündungsgeschwindigkeit bezeichnet man die Geschwindigkeit, die ein Schusskörper (oder Geschoss; s. a. Projektil) beim Verlassen der Mündung des Laufs einer Waffe hat, also z. B. beim Verlassen eines Gewehrlaufs oder des Kanonenrohres. Als Formelzeichen ist wie in der Physik bei der Anfangsgeschwindigkeit {\displaystyle v_{0}} (gesprochen „Vau Null“) gebräuchlich.
Die Mündungsgeschwindigkeit stellt die Höchstgeschwindigkeit eines Projektils dar (sofern es keinen zusätzlichen Antrieb hat, siehe Sturmpanzer VI). Solange sich das Projektil noch im Lauf befindet, wird es durch den Druck der Verbrennungsgase der Treibladung beschleunigt. Nach Passieren der Mündung wird das Geschoss in der Regel nicht weiter beschleunigt bzw. es wird durch den Luftwiderstand kontinuierlich abgebremst.

Wenn die Masse des Geschosses bekannt ist, kann damit auch die Mündungsenergie (E0) des Geschosses ermittelt werden.
Je nach Konstruktion kann eine hohe Mündungsgeschwindigkeit dazu dienen, eine große Einsatzschussweite zu erreichen oder die zielballistische Wirkung beziehungsweise die Durchschlagskraft von Geschossen zu verbessern.
Auf der anderen Seite gibt es spezielle Unterschallmunition mit geringerer Mündungsgeschwindigkeit als die Schallgeschwindigkeit (etwa 350 m/s bei 20 °C), um den lauten Geschossknall nicht entstehen zu lassen.
In der frühen Militärtechnik – und dementsprechend auch der modernen Feuerwerks-Pyrotechnik bei Kugelbomben und ähnlichen Effekten, dort auch Ausstoßgeschwindigkeit – liegt die Mündungsgeschwindigkeit hingegen im Bereich von etwa 100–150 m/s (etwa 300–600 km/h), also prinzipiell weit unter der Schallgeschwindigkeit: Reines Schwarzpulver als Treibmittel mit seiner schiebenden Wirkung erreicht keine hohen Geschossgeschwindigkeiten, und damit auch keine großen Reichweiten. Diese liegen beispielsweise bei Kaliber 250 mm (10 Zoll) im Großfeuerwerk im Bereich von 270 Metern (Steighöhe).
Bei Steilfeuerwaffen ist die Geschossbahn deutlich gekrümmt (indirektes Schießen). Damit können Ziele ohne direkten Sichtkontakt bekämpft werden. Bei diesen Waffen wird die Mündungsgeschwindigkeit so gewählt, dass beim Feuern auf die typische Einsatzentfernung die Krümmung der Flugbahn dem Einsatzfall angemessen ist. Die Geschosse sind meist Granaten, deren Wirkung im Ziel nicht allein von ihrer kinetischen Energie abhängt. Die Treibladung von fertig
patronierter Munition für solche Waffen ist entweder relativ schwach, wodurch die Masse des Geschützes reduziert werden kann, oder es wird bei Kartuschenmunition die Menge der Treibladung so bemessen, dass die Mündungsgeschwindigkeit für den jeweiligen Einsatzfall am günstigsten ist.
Die Mündungsgeschwindigkeit hängt von zahlreichen konstanten und variablen Größen der Innenballistik ab. Davon sind die wichtigsten:
- Bauart der Waffe (Ladeprinzip) sowie deren Geometrie, insbesondere des Laufs (Länge, Kaliber, Anzahl und Art der Züge etc.)
- Geometrie, Material und Masse des Projektils
- Art und Menge des Treibmittels sowie Beschaffenheit der Patronenhülse
- Luftfeuchtigkeit
- Pulvertemperatur
- Temperatur des Laufs

Für eine Übersicht von Mündungsgeschwindigkeiten siehe Projektil. Des Weiteren sind auf den Umverpackungen von Patronen umfassende Schusstafeln abgedruckt, dort wird u. a. die Mündungsenergie (E0) angegeben.